# Matriz banda
En matemáticas, a una matriz se le llama matriz banda cuando es una matriz donde los valores no nulos son confinados en un entorno de la diagonal principal, formando una banda de valores no nulos que completan la diagonal principal de la matriz y más diagonales en cada uno de sus costados.
Escrito formalmente, una matriz n×n A=(ai,j ) es una matriz banda si todos sus elementos son cero fuera de una zona diagonal cuyo rango se determina por las constantes k1 y k2: 
{\displaystyle a_{i,j}=0\quad {\mbox{si}}\quad j<i-k_{1}\quad {\mbox{ o }}\quad j>i+k_{2};\quad k_{1},k_{2}\geq 0.\,}
Los valores k1 y k2 son el semiancho de banda izquierdo y derecho respectivamente. El ancho de banda de una matriz es k1 + k2 + 1, y se puede definir como el número menor de diagonales adyacentes con valores no nulos.
Una matriz banda con k1 = k2 = 0 es una matriz diagonal
Una matriz banda con k1 = k2 = 1 es una matriz tridiagonal; cuando k1 = k2 = 2 se tiene una matriz pentadiagonal y así sucesivamente. 
Una matriz banda con k1 = k2 = p, dependiendo del número p, se le puede llamar matriz p-banda, formalmente se puede definir como 
{\displaystyle a_{i,j}=0\quad {\mbox{si}}\quad |i-j|>p\quad ;\quad p\geq 0.\,}
Una matriz con k1 = 0, k2 = n−1, se obtiene la definición de una matriz triangular inferior. De forma similar, para k1 = n−1, k2 = 0 , se obtiene la definición de una matriz triangular superior.